# Enochrus fuscipennis
Enochrus fuscipennis é uma espécie de insetos coleópteros polífagos pertencente à família Hydrophilidae.
A autoridade científica da espécie é Thomson, tendo sido descrita no ano de 1884.
Trata-se de uma espécie presente no território português.